# WEG T30 und T31
Die Triebwagen WEG T30 und T31 waren vierachsige Dieseltriebwagen, die 1956 von der Waggonfabrik Fuchs als Schlepptriebwagen gebaut wurden. Der T30 ist heute noch als Museumsfahrzeug bei der Brohltalbahn erhalten.

## Geschichte und Einsatz

### Härtsfeldbahn
Die beiden Schlepptriebwagen wurden mit Einzelachsantrieb gebaut und zuerst auf der Härtsfeldbahn verwendet. Sie waren vergleichsweise hoch motorisiert und boten ausreichend Platz für Gepäck, Stück- und Expressgut. Bei der Härtsfeldbahn waren beide bis 1964 im Einsatz, wobei sie etwa 500.000 Kilometer zurücklegten. Nach einem Frontalzusammenstoß beider Fahrzeuge wurden sie bis 1966 wieder hergestellt und fuhren bis zur Stilllegung der Strecke 1972.

### Bahnstrecke Amstetten–Laichingen
1976 kamen beide Triebwagen auf die Bahnstrecke Amstetten–Laichingen, wobei zuerst nur der T30 wieder eingesetzt wurde, während der T31 nur Reservefahrzeug war.
1980 wurde der T31 in der Werkstatt in Neuffen einer Generalüberholung unterzogen, wobei er Motoren mit einer Leistung von 170 PS und eine neue Lackierung erhielt. Er ersetzte 1981 den T30, der im gleichen Jahr in einen schweren Unfall verwickelt war und blieb bis zum Streckenabbau 1985/86 im Dienst. Nach einer Untersuchung wurde der T31 tropentauglich mit einer Klimaanlage ausgerüstet und für Bauzugdienste nach Malaysia verkauft. Sein weiterer Verbleib ist nicht bekannt. Der T30 wurde nach dem Unfall wieder aufgebaut und nach Stilllegung der Bahn verkauft.

### Brohltalbahn
Seit September 1989 ist der T30 im Besitz der Brohltalbahn und wurde für den Vulkan-Express verwendet. Seit 2009 ist er zur Hauptuntersuchung abgestellt.

## Konstruktive Merkmale
Das Kastengerippe des Wagenkastens ist in Leichtbauweise in Spantenbauart hergestellt und besteht aus elektrisch verschweißten Baustahlprofilen. Der Wagenkasten ist außen mit 1,5 Millimeter starkem Blech verkleidet und wirkt durch die abgerundeten Fensterscheiben sehr elegant. Eine Tür ist als Falttür ausgebildet und stellt den Zugang zum Fahrgastraum mit niedriger Einstiegshöhe dar. Eine etwas höher gelegene Schiebetür ist der Zugang zum Gepäckraum. Der Innenraum besteht etwa zu gleichen Teilen aus dem Fahrgastabteil mit 43 Sitzplätzen in der 2. Wagenklasse und dem Gepäckraum.
Die Führerstände sind durch das Fahrgast- bzw. Gepäckabteil zu erreichen.
Das Fahrgestell ist schwer und robust ausgeführt. Ursprünglich besaßen die Fahrzeuge außer der am Untergestell befestigten Balancierhebelkupplung für die Kupplung von Schmalspurfahrzeugen noch eine normale Zug- und Stoßeinrichtung, um aufgebockte Normalspurgüterwagen zu befördern. Diese wurde bei dem Umbau für die Brohltalbahn entfernt.
Die Maschinenanlage bestand ursprünglich aus vier Sechszylinder-Viertakt-Dieselmotoren des Typs Büssing U10, die mit je einem Diwabus-Getriebe gekuppelt waren. Später wurden die Motoren durch solche vom Typ U11D mit einer Leistung von 170 PS ersetzt. In dieser Konfiguration gehört der Triebwagen zusammen mit dem WEG T11 zu den einzigen Fahrzeugen mit dieselhydraulischer Kraftübertragung und Einzelachsantrieb.